# Сан-Сіті (Аризона)
Сан-Сіті (англ. Sun City) — переписна місцевість (CDP) в США, в окрузі Марікопа штату Аризона. Населення — 39 931 особа (2020).

## Географія
Сан-Сіті розташований за координатами 33°36′56″ пн. ш. 112°16′59″ зх. д. / 33.61556° пн. ш. 112.28306° зх. д. (33.615500, -112.283108).  За даними Бюро перепису населення США в 2010 році переписна місцевість мала площу 37,66 км², з яких 37,20 км² — суходіл та 0,46 км² — водойми.

## Демографія
Згідно з переписом 2010 року, у переписній місцевості мешкало 37 499 осіб у 23 167 домогосподарствах у складі 11 383 родин. Густота населення становила 996 осіб/км².  Було 28169 помешкань (748/км²).
Расовий склад населення:
| - 96,5 % — білих - 1,4 % — чорних або афроамериканців - 0,7 % — азіатів - 0,2 % — корінних американців |

До двох чи більше рас належало 0,6 %. Частка іспаномовних становила 2,8 % від усіх жителів.
За віковим діапазоном населення розподілялося таким чином: 0,9 % — особи молодші 18 років, 24,2 % — особи у віці 18—64 років, 74,9 % — особи у віці 65 років та старші. Медіана віку мешканця становила 73,4 року. На 100 осіб жіночої статі у переписній місцевості припадало 71,6 чоловіків;  на 100 жінок у віці від 18 років та старших — 71,3 чоловіків також старших 18 років.
Середній дохід на одне домашнє господарство  становив 44 380 доларів США (медіана — 36 365), а середній дохід на одну сім'ю — 55 977 доларів (медіана — 47 487). Медіана доходів становила 46 433 долари для чоловіків та 34 570 доларів для жінок. За межею бідності перебувало 8,4 % осіб, у тому числі 29,6 % дітей у віці до 18 років та 6,8 % осіб у віці 65 років та старших.
Цивільне працевлаштоване населення становило 6368 осіб. Основні галузі зайнятості: освіта, охорона здоров'я та соціальна допомога — 22,9 %, роздрібна торгівля — 17,0 %, фінанси, страхування та нерухомість — 11,2 %, науковці, спеціалісти, менеджери — 11,0 %.